# Клайннидесхайм
Клайннидесхайм (нем. Kleinniedesheim) — община в Германии, в земле Рейнланд-Пфальц.
Входит в состав района Рейн-Пфальц. Подчиняется управлению Хесхайм. Население составляет 932 человека (на 31 декабря 2010 года). Занимает площадь 3,88 км².
В Клайннидесхайме родился Ганс Христофор Эрнст Гагерн — государственный деятель, писатель.